# Earthdawn
Earthdawn ist ein Pen-&-Paper-Rollenspiel, das in einer fiktiven fernen Vergangenheit unserer Erde spielt. Die Welt von Earthdawn war zum Zeitpunkt der ersten Veröffentlichung die offizielle Vergangenheit der Welt von Shadowrun. Beide Rollenspiele wurden damals vom US-amerikanischen Verlag FASA Corporation herausgegeben.
Earthdawn zeichnet sich durch ein ausgeklügeltes Magiesystem und einen allgemein hohen Powerlevel der Spielercharaktere aus. Jede spielbare Charakterklasse ist magiebegabt. In der zugehörigen Kampagnenwelt Barsaive ist Magie dementsprechend allgegenwärtig. Die Beschreibung der Kampagnenwelt ist durchgängig eng mit dem Regelwerk verknüpft, was Earthdawn zu einem außergewöhnlich kohärenten Spielsystem macht.

## Hintergrund
Der Level der Magie in der Welt steigt und fällt in Jahrtausende überspannenden Zyklen (vgl. Shadowrun). Wenn sich dieser Zyklus auf seinem Höchststand befindet, so werden die Barrieren zwischen unserer Welt und anderen magischen Gefilden schwächer. Als dies vor rund 10.000 Jahren zum letzten Mal geschah, gelang es den Horrors, unsäglichen Dämonen aus anderen Dimensionen, in unsere Welt vorzudringen und alles zu vernichten, was ihnen in den Weg kam. Dieses Ereignis nannte man die Plage. Den Bewohnern unserer Welt blieb nichts anderes übrig, als sich in magisch verstärkte unterirdische Verstecke, so genannte Kaers, zu flüchten und dort auszuharren.
Nach mehreren Jahrhunderten zeigten sich Anzeichen, dass das Magieniveau gesunken, aber auf einem hohen Stand verharrt sei. Die Plage schien also vorüber und so zogen die Menschen, Elfen, Zwerge und Orks, die Windlinge, die Trolle, die T'Skrang und die Obsidianer aus den Kaers, die ihnen fremd gewordene und gefährliche Welt zu erkunden. Mächtige Luftschiffe, angetrieben durch reine Magie, durchkreuzen wieder den Himmel, um Handel zu treiben. Doch die Gefahren und Bedrohungen für die Namensgeber sind noch lange nicht ausgestanden.
Die mächtigsten unter den Namensgebern waren die Adepten. Egal von welcher Rasse folgten sie so genannten Disziplinen, die ihnen auf einem für ihre Disziplin eigenen Spezialgebiet magische Kräfte, Talente genannt, verliehen.
Zu den häufigsten Disziplinen zählen:
Diebe, Elementaristen, Geisterbeschwörer, Illusionisten, Kundschafter, Krieger, Luftpiraten, Luftschiffsegler, Magier, Schützen, Schwertmeister, Steppenreiter, Tiermeister, Troubadoure und Waffenschmiede.
Eine Disziplin verleiht einem Charakter jedoch nicht nur magische Fähigkeiten, sie vermittelt der Person auch eine gewisse Sicht der Dinge. Ein Dieb sieht die Welt anders als ein Schütze. Eine Disziplin ist also nicht einfach ein Beruf, er ist eine Berufung. Nicht jeder Namensgeber kann eine solche erlernen, und nicht jede eignet sich für jeden. Ungefähr 5 Prozent der Namensgeber Barsaives folgen einer Disziplin.

## Magie in Earthdawn
Die Magie durchdringt alles und jeden in der Welt von Earthdawn. Sie ist die Quelle aller Fähigkeiten der Adepten und auch der Weg der Dämonen, welche die Welt verwüsten und die Magie selbst verderben. Die Spieler- und Nichtspielercharaktere verwenden die Magie um die Talente und Fähigkeiten ihrer Disziplin einzusetzen. Zauberer formen die Magie in Zaubersprüche und manipulieren mit ihr nicht nur die physische Welt.

### Grundlagen der Magie
Die wichtigste Grundlage der Magie der Namensgeber ist die Fähigkeit Dingen einen eigenen Namen zu geben. Durch die Namensgebung erhält ein Gegenstand oder ein Ort eine eigene wahre magische Struktur, die dem Ort oder dem Gegenstand fortan einen besonderen Platz in der Welt zuweist. Dabei ist diese Struktur nicht selbständig, sondern hängt von dem Namen und der dahinter stehenden Definition ab. So hat z. B. ein kleines Wäldchen nur eine sehr schwache magische Struktur, wenn er immer nur als das „Wäldchen hinter dem Dorf“ bezeichnet wird. Wird ihm jedoch ein besonderer Name gegeben, so verfestigt sich die einfache magische Struktur des Wäldchens zu einer wahren magischen Struktur und man kann mit dieser mittels Magie interagieren. So kann diesem Wäldchen zum Beispiel ein Name gegeben werden, weil dort etwas geschehen oder in ihm etwas Besonderes zu finden ist. Stirbt z. B. ein Bewohner des Dorfes oder ein Held in diesem Wald, so könnte der Wald den Namen Jorgals Fluch, oder Goldbaumwald heißen, weil Jorgal in diesem Wald ums Leben gekommen oder ein Goldfarbener Baum in diesem Wald zu finden ist. Diese Namensgebung kann absichtlich mittels gezielter Magie oder eines Rituals erfolgen, oder aber auch durch ein besonders Ereignis oder die Anwendung sehr starker Magie in der Nähe des Ortes. Der Tod eines großen Helden oder eine große Schlacht können solche Ereignisse darstellen.

### Verschiedene Arten der Magie
Die Magie in Earthdawn ist in mehrere „Gebiete“ unterteilt.

#### Die alltägliche Magie
Zum einen ist die „normale“ alltägliche Magie zu nennen. Viele Gegenstände des täglichen Lebens werden mittels Magie erschaffen und auch benutzt. Selbst Namensgeber, die nicht in der Lage sind die Magie selbst zu benutzen, können so von der allgegenwärtigen Magie profitieren. Jedoch müssen auch diese Gegenstände von Nutzern der Magie, normalerweise Adepten, hergestellt werden.

#### Disziplinen und ihre Talente
Als zweites gibt es die eher intuitive Magie der meisten Adepten. Durch sie sind die Adepten erst in der Lage, ihre speziellen Talente zu benutzen und so ihrer Disziplin zu folgen. Die Weltsicht eines Namensgebers und die von ihm oder ihr ausgeübte Disziplin hängen sehr stark voneinander ab. So kann ein Adept seine Magie verlieren, wenn er sich nicht mehr seiner Disziplin entsprechend verhält: Beispielsweise ein Scholar oder Magier, der eine Bibliothek niederbrennt, oder ein Schütze, der lediglich mit seinem Schwert kämpft und so seinen Weg verlässt. Ohne die Magie würde es keine Talente und damit auch keine Disziplinen geben.

#### Fadenmagie
Ein drittes „Gebiet“ der Magie ist die Fadenmagie. Mittels magischer Fäden, die von jedem Adepten, der den vierten Kreis (in etwa der Level eines Charakters) seiner Disziplin erreicht hat, angewendet werden können, kann ein Adept seine Talente verbessern, sich an Orte oder magische Artefakte binden, um besondere Vorteile daraus zu ziehen. So können Artefakte nur mittels eines Fadens aktiviert werden. Je stärker der Faden ist, der zu einem Artefakt gewoben wird, oder je mehr Fäden er mit der Zeit an sie webt, desto mehr der Fähigkeiten des Artefakts kann der Adept nutzen.

Auch kann sich eine Gruppe von Adepten mit diesen magischen Fäden so miteinander verbinden, dass sie wie eine Einheit agieren können. Auch dadurch verbessern sich die Fähigkeiten des einzelnen Adepten. Jedoch bringt eine solche Gruppenstruktur auch der Gruppe als solches so manchen Vorteil.

#### Blutmagie
Ein weiteres Feld der Magie ist die sogenannte Blutmagie. Diese Art der Magie benutzt das Blut eines Lebewesens, bevorzugt das eines Namensgebers, um die anderen Arten der Magie zu verstärken. Mittels Blutmagie ist es möglich, die Wirkung von Talenten kurzzeitig stark zu verbessern, die Wirkung von Zaubersprüchen (siehe unten) zu verlängern oder besonders mächtige Magie zu wirken. Jedoch hat die Blutmagie auch negative Folgen. So wird mit jedem Blutopfer auch Lebenskraft geopfert. Ein Bund oder ein Schwur, welcher mittels Blutmagie geleistet wird, ist besonders stark. Wird er gebrochen, so kann dies extreme Folgen nach sich ziehen. Da die Blutmagie von vielen Bewohnern Barsaives als dämonisch angesehen wird, kommt diese Art der Magie nur noch selten öffentlich zur Anwendung.

#### Spruchzauberei
Einer der wichtigsten Bereiche der Magie ist die der Spruchzauberei

Die Spruchzauberei kann wiederum in verschiedene Arten unterteilt werden.

##### Rohe Magie
Vor der Plage wurde die Energie, die für das Wirken eines Zaubers benötigt wurde, direkt durch den Körper des Zauberers geleitet. Solange die Dämonen die Welt noch nicht heimgesucht hatten, war dies zwar mit Anstrengungen verbunden, aber, solange man es nicht übertrieb, ungefährlich. Mittels roher Magie ist der Zauberer in der Lage jederzeit jeden Zauber zu wirken, den er gelernt, also in sein Grimoire übertragen (siehe unten), hat. Als nun die Dämonen kamen, verschmutzten sie den Astralraum und damit die magische Energie. Leitet ein Zauberer nun solche verschmutzte Energie durch seinen Körper, so kann ihn dies töten. Oder auch schlimmeres. Dies wurde durch die Entwicklung der Zaubermatrizen vermieden.

##### Matrixzauberei
Um sich vor den Folgen der Benutzung Roher Magie zu schützen, wurden noch vor Ausbruch der Plage die Zaubermatrizen erfunden. In diesen Zaubermatrizen kann ein Teil der Energie gespeichert werden, die zum Wirken des Spruches nötig ist. Die Zaubermatrix filtert dabei die magische Energie, so dass die negativen Auswirkungen der verschmutzten Energie nicht mehr auftreten. Die Zauberer wurden damit sehr gut geschützt. Auch werden die magischen Aktivitäten des Zauberns im Astralraum so weit abgeschirmt, dass diese keine Dämonen mehr anlocken können. Wie beim Zaubern mittels roher Magie müssen auch hier magische Fäden zu dem Zauber gewoben werden. Mittels Matrixzauberei können nur jene Zauber gewirkt werden, die der Zauberer in sein Grimoire geschrieben und dadurch gelernt hat. Um ihn wirken zu können, muss der Zauber in eine Matrix eingebettet werden. Dies dauert normalerweise mehrere Minuten bzw. ist, wenn es schnell gehen soll, sehr schwer. Will der Zauberer vor den negativen Auswirkungen des Astralraums geschützt sein, so muss er den zu wirkenden Spruch vorher in die Matrix einfügen.

##### Das Grimoire
Ein Zauberer kann normalerweise nur solche Sprüche wirken, die er selber gelernt hat. Er lernt sie, indem er die magischen Besonderheiten in sein Zauberbuch, das Grimoire, schreibt. Denn das Übertragen eines Zaubers gelingt nur, wenn der Zauberer diesen auch wirklich verstanden hat. Findet ein Zauberer aber ein fremdes Grimoire, so kann er auch Sprüche aus diesem Grimoire wirken, die er selbst nicht gelernt hat. Dies ist für den Zauberer jedoch um einiges schwieriger. Die Form und Art eines Grimoires ist dabei lediglich von der Fantasie und den Vorlieben des Zauberers abhängig. So kann ein Grimoire ein klassischer schwerer Foliant mit vielen beschriebenen Seiten, aber auch ein kleines Säckchen voll von Steinen mit eingravierten Runen, eine Kette aus Knochen oder ein Tattoo in der Haut des Zauberers sein.

##### Sonstige Arten der Spruchzauberei
Es gibt auch andere Arten der Spruchzauberei. So zum Beispiel die Magie der Drachen oder die Fetische der Schamanen. In anderen Gebieten der Welt mag es auch noch weitere Zauberarten geben. Dies ist dem Spielleiter überlassen oder wird in entsprechenden Publikationen erklärt.

## Die Dämonen
Die Dämonen in Earthdawn sind eine durchmischte Rasse von Kreaturen, die sich vom Leid der Namensgeber, die sie quälen, ernähren. Die Qual kann verschiedene Ursachen haben: niedere Dämonen fügen dem Opfer physischen Schaden zu und ernähren sich davon; die großen und mächtigeren Dämonen stürzen die Charaktere in den Ruin, sei es durch Verlust der großen Liebe, der Familie oder des guten Rufes. Sie ernähren sich von den dadurch zugefügten psychischen Qualen, die das Opfer erleidet.

## Spielbare Rassen

### Trolle
Trolle sind mit durchschnittlich 270 cm die größten spielbaren Figuren bei Earthdawn. Dafür haben Trolle nur eine Lebenserwartung von selten mehr als 60 Jahren. Trolle haben grünliche bis rötliche Haut, starke Kopfbehaarung und zwei, zumeist schiefe, Hörner. Bei Earthdawn zeichnen sich Trolle durch einen sehr aggressiven Charakter aus, haben andererseits aber einen ausgeprägten Sinn für Ehre. Kulturell sind Earthdawn-Trolle eine Mischung aus Piraten und Wikingern, die von ihren Behausungen im Hochgebirge mit magisch angetriebenen Luftschiffen auf Raubzüge gehen.

### Windlinge
Windlinge sind eine Rasse von durchschnittlich 45 cm großen, geflügelten Wesen. Die Lebenserwartung beträgt 170 oder mehr Jahre. Windlinge weisen stark spitz zulaufende Ohren auf und sind in der Lage, ihren Hautton nach einem durchgehenden Aufenthalt von mindestens 2 bis 3 Monaten am gleichen Ort der vorwiegenden Umgebungsfarbe anzupassen.
Windlinge sind naturverbundene Wesen und verabscheuen alles unnatürliche (so sind Städte eine reine Verschwendung und engen ein). Sie sind auch sehr nachtragend, sollte man einen Windling beleidigen und sich nicht in aller Form entschuldigen, so ist die Rache eines Windlings enorm. Es kann bis zum Tode führen, was jedoch bis jetzt nicht vorgekommen ist. Sie sind sehr neugierig. Der Leitsatz der Windlinge ist: Ein Tag ohne Gefahren ist kein gelebter Tag.

### Obsidianer
Der Obsidianer erreicht eine durchschnittliche Größe von 220 Zentimetern. Er ist ungefähr 450 Kilogramm schwer. Seine Haut ist meist schwarz oder grau. Die Ohren eines Obsidianers liegen unter seiner Haut, Haare hat er nicht. Geformt wird der Obsidianer von seinem Lebensstein, zu dem er nach 300 bis 500 Jahren wieder zurückkehrt, um wieder mit dem Stein zu verschmelzen. Man weiß nicht genau, wie lang ein Obsidianer lebt, einige Aufzeichnungen der Zwerge sprechen aber von ein paar Obsidianern, welche mindestens 500 Jahre von ihrem Lebensfelsen getrennt waren. Obsidianer haben keinen eigenen Staat. Sie ziehen es vor, unter freiem Himmel zu leben. Weniger als 1 % der Bevölkerung sind Obsidianer. Obsidianer haben kein Geschlecht. Sie kleiden sich meistens wie Menschen und nehmen im Allgemeinen eine männliche Identität an. Jedoch fühlen sie sich keinesfalls wie ein Mann; der Trubel der Geschlechter amüsiert vielmehr den Obsidianer.

### T’skrang
T'skrang sind reptilienhafte Wesen mit einem Hang zum Dramatischen. Sie werden durchschnittlich 180 cm groß bei einem Gewicht von 200 Pfund. Die normale Lebenserwartung eines T’skrang beträgt 80 Jahre. Die Länge des Schwanzes eines T’skrang entspricht in etwa der Körpergröße und macht rund 20 % des Körpergewichtes aus. Der normale Hautton reicht von einem Dunkelgrün bis hin zu grünblauen und aquamarinen Farbtönen.

### Menschen
Menschen in Earthdawn entsprechen in allen körperlichen Charakteristika grundsätzlich ihren realen Vorbildern. Allerdings unterscheidet Earthdawn eine Menge verschiedener Völker der Menschen, wie beispielsweise die Scavianer (Piraten), die Dinganni (Nomaden) oder die Vorst.

### Elfen
Elfen in Earthdawn entsprechen körperlich den durch J. R. R. Tolkien bekannt gewordenen Elben. Sie sind schlank und hochgewachsen. Ihre Haar- und Hautfarben variieren durch fast das gesamte Farbspektrum. Selten gibt es aber auch eine cetharel genannte Hautfarbe, die am ehesten mit Perlmutt zu vergleichen ist.
Die ihnen zugedachte Rolle unterscheidet sich jedoch stark von dem sonst in Fantasywelten und -literatur gezeichneten Bild. Dem Volk der Elfen wird von den anderen Rassen nicht mit Bewunderung begegnet, ihnen haftet vielmehr ein Ruf des Verderbens an.
Zum einen gründeten Elfen das theranische Imperium, welches die Freiheit Barsaives bedroht, zum anderen verunreinigte das kulturelle Zentrum der Elfen, der Hof am Rosenthron im Wyrmwald, durch das Ritual der Dornen die wahren magischen Strukturen sowohl der anwesenden Elfen als auch des Waldes selbst. Sie verschmolzen Holzgeister mit den Elfen, wodurch aus den Knochen Dornen durch die Muskeln und die Haut wuchsen, wodurch die Blutelfen permanente Schmerzen verspüren. Der Schmerz, den die Dornen verursachen, schützt die Blutelfen vor den Dämonen, da er so intensiv ist, dass die Dämonen ihnen keine weiteren Schmerzen zufügen können, wodurch sie als Nahrung ungeeignet sind.

### Zwerge
Entsprechen rein äußerlich dem Idealtypus von Zwergen. Die Kultur ist geprägt durch einen ausgeprägten Hang zu bauen und zu konstruieren. Das bezieht sich auf einen weiten Zusammenhang, zum Beispiel auch auf zwergische Literatur oder komplexe Regierungssysteme. Das Zwergenkönigreich Throal ist einer der großen Machtpole, nachdem zwergische Literatur in fast jedem Kaer zur Verfügung stand. Die throalische Zeitrechnung ist Standard in Barsaive.

### Orks
Menschenähnliche Rasse, allerdings etwas größer und robuster gebaut. Sie haben eine dunkle Hautfärbung, ausgeprägte Körperbehaarung, einen hervorstehenden Unterkiefer, so dass oft die unteren
Eckzähne sichtbar sind. Die Orks sind sehr impulsiv und lebhaft, sie haben die kürzeste Lebensspanne unter den Namensgeberrassen und sind gleichzeitig die vermehrungsfreudigste. Kulturell sind die Orks geprägt von ihrer geographischen Lage, sie sind hauptsächlich ein Steppenvolk, außerdem sind die Orks die sozial am wenigsten angesehene Rasse. Unter der theranischen Besetzung Barsaives mussten sie die Hauptlast der theranischen Sklavenpolitik tragen.

## Spielbare Disziplinen

### Dieb
Heimlichkeit und das Überraschungsmoment sind Aspekte des Diebes.

### Geisterbeschwörer
Ein Zauberkundiger, der sich auf das Jenseits und Geister spezialisiert hat.

### Magier
Die ausgeglichenste Disziplin der Zauberkundigen.

### Illusionist
Ein Zauberkundiger, der Kombinationen von echten und scheinbaren Zaubern verwendet, und für den die soziale Komponente wichtiger ist als für alle anderen Zauberkundigen.

### Elementarist
Ein Zauberkundiger der sich auf die Elemente konzentriert.

### Luftpirat
Ein aggressiver Kämpfer mit Aspekten der Luftschifffahrt.

### Luftsegler
Ein Kämpfer mit Fokus auf die Luftschifffahrt.

### Krieger
Der Krieger ist die potenteste und ausgeglichenste aller Kriegerdisziplinen.

### Schwertmeister
Der Schwertmeister ist ein Kämpfer spezialisiert auf den Kampf gegen andere Kämpfer.

### Waffenschmied
Der Waffenschmied ist ein Kämpfer mit einer besonderen Verbindung zu seiner Waffe, die er magisch verstärkt.

### Troubadour
Der Troubadour ist ein Barde und besitzt viele soziale Talente.

### Steppenreiter
Der Steppenreiter ist ein Kämpfer mit einer besonderen Verbindung zu seinem Reittier, von dem er üblicherweise aus kämpft.

### Kundschafter
Der Kundschafter vereint Aspekte des Diebes mit einer etwas höheren Kampfeskraft und einem Fokus auf Wildnis, was ihn zu einer Art Waldläufer macht.

### Tiermeister
Tiermeister arbeiten mit Tieren zusammen und kopieren deren Fähigkeiten. 

### Schütze
Ein auf Fernkampf ausgerichteter Kämpfer.

## Rechte an Earthdawn
Im Jahr 1999 stellte der Verlag FASA die Earthdawn-Reihe offiziell ein. Noch im selben Jahr wurde eine Lizenz an die damals von Fans neu gegründete Firma Living Room Games vergeben. Die Lizenz berechtigte Living Room Games zur Publikation neuen Materials für das Spiel, schloss aber gleichzeitig die Verwendung oder Veröffentlichung bestehenden Materials aus.
Der deutschsprachige Rechteinhaber war das Münchner Verlagshaus Games-In, seit 2014 veröffentlicht Ulisses Spiele die über Kickstarter finanzierte 4. Edition des Spiels auf Deutsch.
Im Jahre 2003 wurde parallel eine weitere Lizenz an die neuseeländische Firma RedBrick vergeben, die im Gegensatz zu der Lizenz an Living Room Games auch die Verwendung alten Materials von FASA einschließt.
Seit 2008 publiziert der französische Rollenspielverlag Black Books Editions, der auch die französische "Shadowrun"-Lizenz hält, eine französische Übersetzung des „Earthdawn“-Rollenspiels.

### Auswirkungen auf die Produktlinie
Da Living Room Games nicht berechtigt war, das alte Grundregelwerk nachzudrucken, entschied man sich notgedrungen zur Produktion einer 2. Edition. Die tatsächlichen Änderungen waren dabei für eine 2. Edition allerdings relativ gering. Außerdem führte Living Room Games den von FASA begonnenen Metaplot fort: In den drei Kampagnenbänden Prelude to War, Barsaive at War und Barsaive in Chaos wird die Abenteuerwelt von einem großen Krieg überzogen und dabei tiefgreifend verändert. Die solcherart veränderte Welt ist nun die offizielle Kampagnenwelt von Living Rooms Games.
Games-In München übersetzte als Rechteinhaber für den deutschsprachigen Raum die Originalbücher von Fasa & Living Room Games. Ulisses Spiele konzentriert sich auf die Übersetzungen der 4. Edition von FASA und veröffentlicht bislang kein eigenes Material.
RedBrick Limited hält sich dagegen enger an die alte Produktlinie von FASA, was dem internationalen Team dank der großzügigeren Lizenz auch möglich ist. Das Regelwerk wurde vollständig überarbeitet, wobei der visuelle Stil und die Konzepte von FASA beibehalten wurden. Dabei wurden in den beiden (jeweils 524 Seiten starken) Grundregelwerken das gesamte Setting und alle Spielregeln zusammengefasst. Neues Material wurde dort eingeführt, wo vorher Lücken waren. Um diesen Umständen Rechnung zu tragen, trägt die neue Produktlinie von RedBrick nur den Namen Earthdawn. Technisch gesehen handelt es sich natürlich ebenfalls um eine 2. Edition, dennoch ist das Material größtenteils kompatibel mit den anderen Editionen. Langfristig ist bei RedBrick vorgesehen, auch den Rest des Settings aufzuarbeiten und zusammen mit neuem Material zu veröffentlichen. Bislang erschienen sind das Name-giver’s Compendium (eine erweiterte Überarbeitung der Völkerbände) und das Adventure Compendium (welches fünf klassische Abenteuer der ersten Edition in erweiterter Form neu auflegt und an die revidierten Spielregeln anpasst). Als eigene Produktion ist bislang Ardanyan’s Revenge erschienen, ein Einsteigerabenteuer aus der Feder des deutschen Autors Carsten Damm.

## Romane
- Band 01: Chris Kubasik: Der Magische Ring, 1994 (The Longing Ring, 1994)
- Band 02: Chris Kubasik: Die Stimme der Mutter, 1994 (Mother Speaks, 1994)
- Band 03: Chris Kubasik: Vergiftete Erinnerungen, 1995 (Poisoned Memories, 1994)
- Band 04: Greg Gorden: Die Prophezeiung, 1995 (Prophecy, 1994)
- Band 05: Sam Lewis (Hrsg.): Der Talisman, 1995 (Talisman, 1994)
- Band 06: Caroline Spector: Narben, 1995 (Scars, 1994)
- Band 07: Caroline Spector: Kleine Schätze, 1995 (Little treasures, 1995)
- Band 08: Carl Sargent und Marc Gascoigne: Schleier des Wahnsinns, 1996 (Shroud of Madness, 1995)
- Band 09: Nigel Findley: Das vergessene Kaer, 1999 (Lost Kaer, 1998)
- Band 10: Allan Varney: Die Geister, die man ruft, 1999 (Piercing a Veil, 1998)
- Band 11: Jak Koke: Liferock A lost Novel of Earthdawn, 2003 (nur im amerik. Original erhältlich)

Die Bände 1 bis 3 erzählen als Trilogie die Geschichte von J'Role, dem "ehrlichen Dieb". Die Bände 6 und 7 sind ebenfalls Teil einer Trilogie, die ihren Abschluss in dem Shadowrun-Roman Endlose Welten (Worlds Without End) findet.
Die Romane sind derzeit nur antiquarisch erhältlich, Band 10 wurde jedoch vom Autor in der englischen Originalfassung online gestellt.

## In den Bildmedien
In Film und Fernsehen ist Earthdawn nicht repräsentiert.
Die TV-Serie The Shannara Chronicles macht dies allerdings noch am ehesten, wenn auch inoffiziell. Sie macht durchaus deutliche Anleihen bei Shadowrun und Earthdawn. Die Eingangssequenz des Pilotfilms zeigt die "Space Needle", einem der Wahrzeichen Seattles bzw. Shadowruns, wie sie eingestürzt immer weiter überwuchert wird. Die Rassen sind klassisch angelegt, wobei die Elfen sehr langlebig sind. Es ist vorstellbar, dass es sich um eine Zukunft Shadowruns handelt, in der die Plage gewesen ist und langsam wiederkommt.